# Terminalia avicapitis
Terminalia avicapitis är en tvåhjärtbladig växtart som beskrevs av Mark James Coode. Terminalia avicapitis ingår i släktet Terminalia och familjen Combretaceae. Inga underarter finns listade i Catalogue of Life.